# UCI Europa Tour 2015
L'UCI Europa Tour 2015 és l'onzena edició de l'UCI Europa Tour, un dels cinc circuits continentals de ciclisme de la Unió Ciclista Internacional. Està format per més de 300 proves, organitzades del 29 de gener al 8 de novembre de 2015 a Europa.

## Evolució del calendari

### Gener
| Data | Cursa                               | País    | Cat. | Vencedor           | Equip         |
| ---- | ----------------------------------- | ------- | ---- | ------------------ | ------------- |
| 29   | Trofeu Santanyi-Ses Salines-Campos  | Espanya | 1.1  | Matteo Pelucchi    | IAM Cycling   |
| 30   | Trofeu Andratx–Mirador d'Es Colomer | Espanya | 1.1  | Steve Cummings     | MTN-Qhubeka   |
| 31   | Trofeu Serra de Tramuntana          | Espanya | 1.1  | Alejandro Valverde | Movistar Team |

### Febrer
| Data  | Cursa                                 | País          | Cat. | Vencedor          | Equip                        |
| ----- | ------------------------------------- | ------------- | ---- | ----------------- | ---------------------------- |
| 1     | Trofeu Palma                          | Espanya       | 1.1  | Matteo Pelucchi   | IAM Cycling                  |
| 1     | Gran Premi d'Obertura La Marseillaise | França        | 1.1  | Pim Ligthart      | Lotto-Soudal                 |
| 4-8   | Étoile de Bessèges                    | França        | 2.1  | Bob Jungels       | Trek Factory Racing          |
| 8     | Gran Premi de la costa dels Etruscs   | Itàlia        | 1.1  | Manuel Belletti   | Southeast                    |
| 14    | Volta a Múrcia                        | Espanya       | 1.1  | Rein Taaramäe     | Team Astana                  |
| 15    | Clàssica d'Almeria                    | Espanya       | 1.1  | Mark Cavendish    | Etixx-Quick Step             |
| 15    | Gran Premi Laguna                     | Croàcia       | 1.2  | Michael Gogl      | Felbermayr Simplon Wels      |
| 18-22 | Volta a Andalusia                     | Espanya       | 2.1  | Chris Froome      | Team Sky                     |
| 18-22 | Volta a l'Algarve                     | Portugal      | 2.1  | Geraint Thomas    | Team Sky                     |
| 19    | Trofeu Laigueglia                     | Itàlia        | 1.HC | Davide Cimolai    | Lampre-Merida                |
| 21-22 | Tour de l'Alt Var                     | França        | 2.1  | Ben Gastauer      | AG2R La Mondiale             |
| 28    | Omloop Het Nieuwsblad                 | Bèlgica       | 1.HC | Ian Stannard      | Team Sky                     |
| 28    | Classic Sud Ardèche                   | França        | 1.1  | Eduardo Sepúlveda | Bretagne-Séché Environnement |
| 28    | Ster van Zwolle                       | Països Baixos | 1.2  | Elmar Reinders    | Jo Piels                     |

### Març

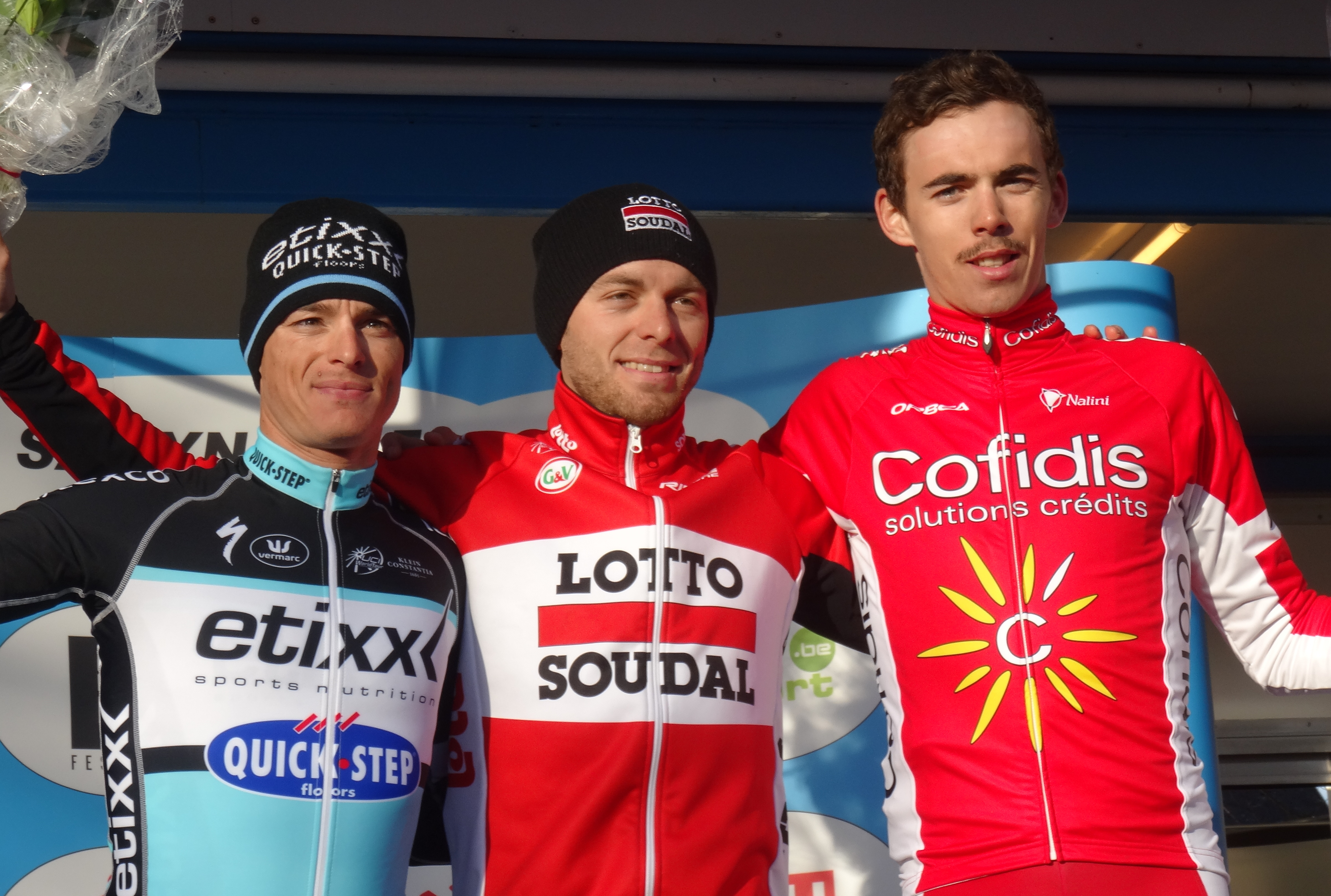
Le Samyn 2015 : Gianni Meersman (2e), Kris Boeckmans (1) & Christophe Laporte (3).

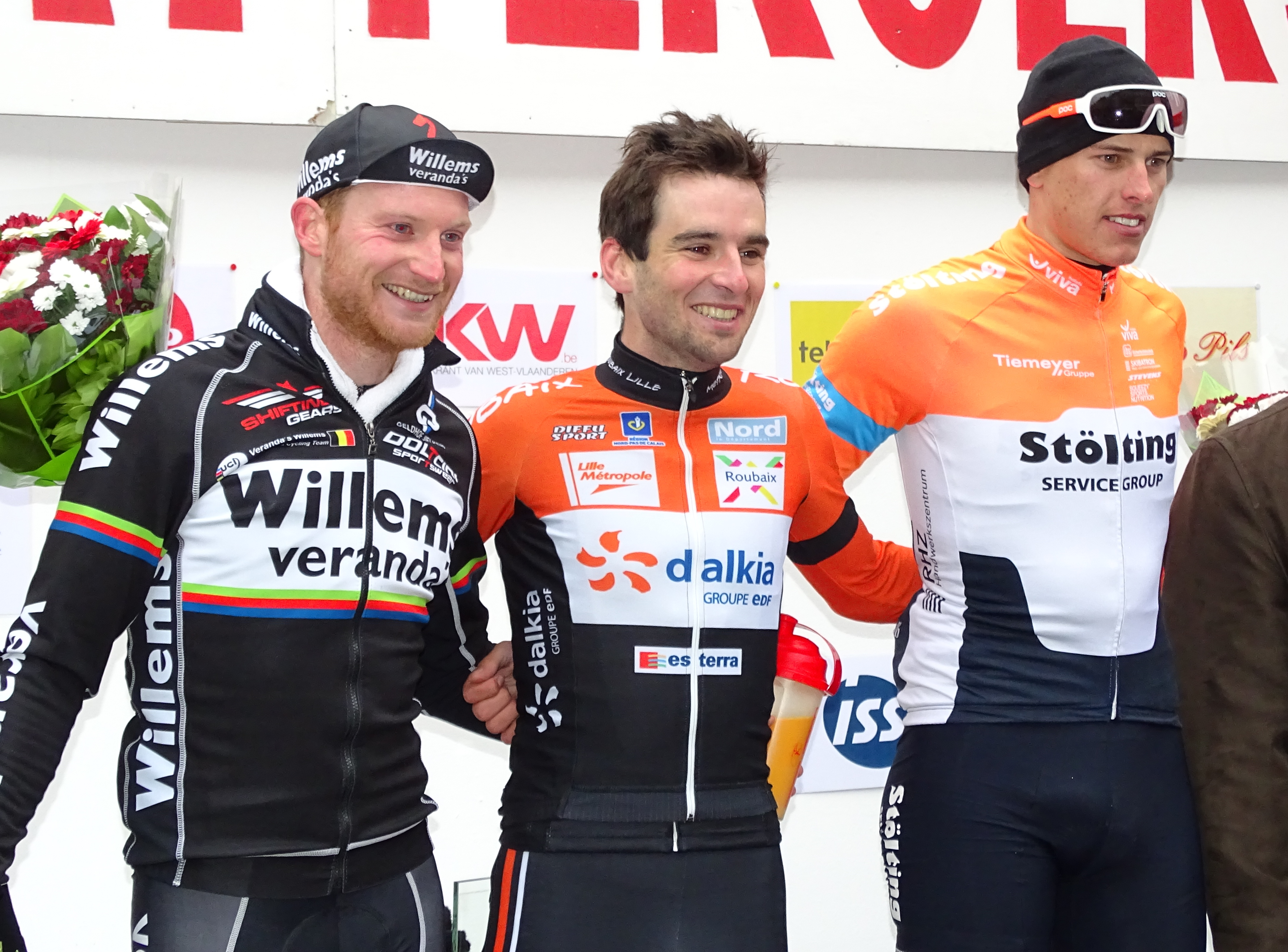
Kattekoers 2015: Joeri Calleeuw (2), Baptiste Planckaert (1) & Nils Politt (3).

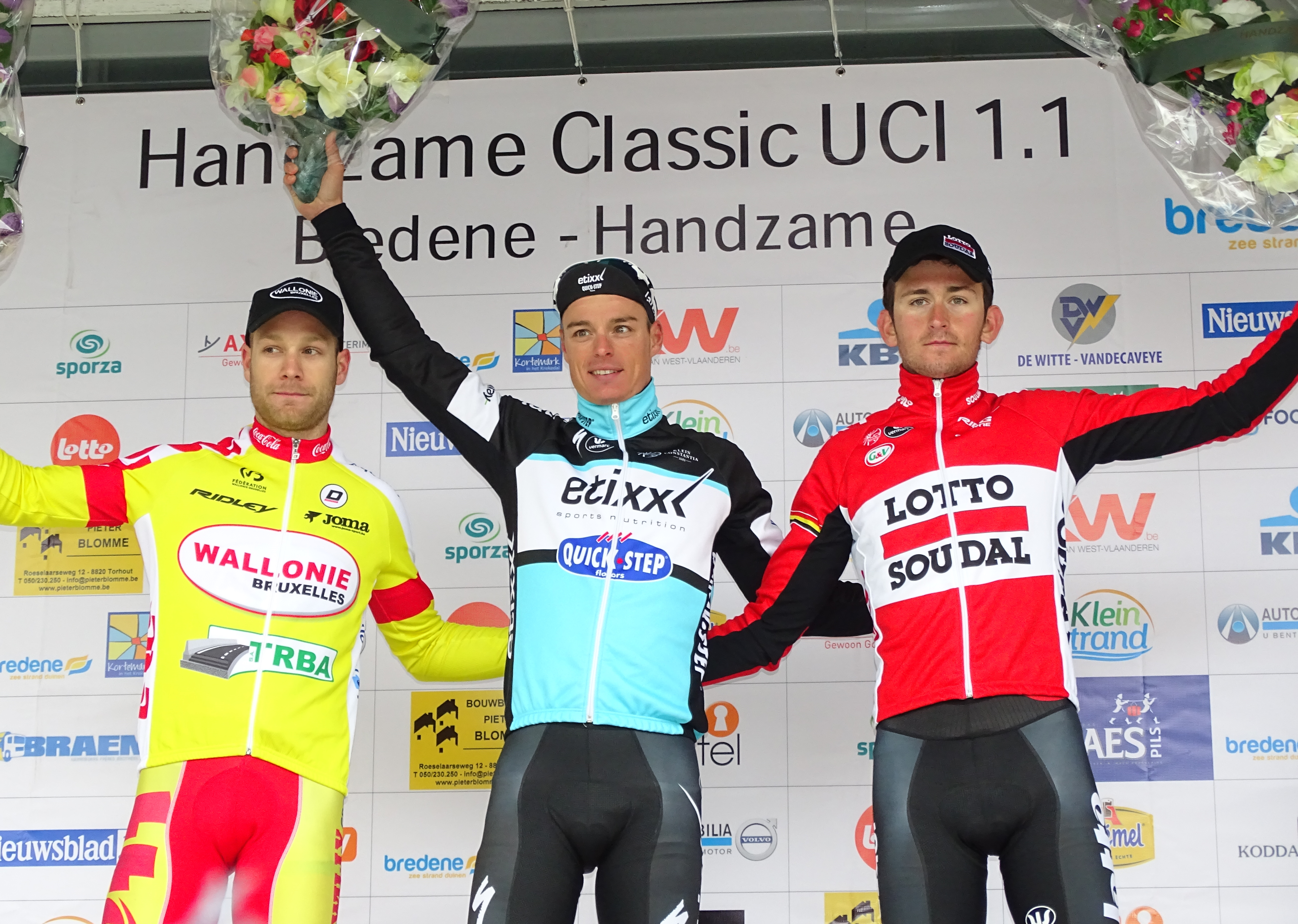
Handzame Classic 2015 : Antoine Demoitié (2), Gianni Meersman (1) & Tiesj Benoot (3).

| Data  | Cursa                                    | País          | Cat. | Vencedor               | Equip                          |
| ----- | ---------------------------------------- | ------------- | ---- | ---------------------- | ------------------------------ |
| 1     | Kuurne-Brussel·les-Kuurne                | Bèlgica       | 1.1  | Mark Cavendish         | Etixx-Quick Step               |
| 1     | La Drôme Classic                         | França        | 1.1  | Samuel Dumoulin        | AG2R La Mondiale               |
| 1     | Gran Premi de Lugano                     | Suïssa        | 1.HC | Niccolò Bonifazio      | Lampre-Merida                  |
| 1     | Clàssica de Loulé                        | Portugal      | 1.2  | Michael Woods          | Optum-Kelly Benefit Strategies |
| 8     | Gran Premi d'Izola                       | Eslovènia     | 1.2  | Gregor Mühlberger      | Felbermayr-Simplon Wels        |
| 4     | Umag Trophy                              | Croàcia       | 1.2  | Marko Kump             | Adria Mobil                    |
| 4     | Le Samyn                                 | Bèlgica       | 1.1  | Kris Boeckmans         | Lotto-Soudal                   |
| 6-8   | Tres dies de Flandes Occidental          | Bèlgica       | 2.1  | Yves Lampaert          | Etixx-Quick Step               |
| 7     | Strade Bianche                           | Itàlia        | 1.HC | Zdeněk Štybar          | Etixx-Quick Step               |
| 7-8   | Trofeu internacional del Guadiana        | Portugal      | 2.2  | Jordi Simón            | Team Ecuador                   |
| 7     | Poreč Trophy                             | Croàcia       | 1.2  | Marko Kump             | Adria Mobil                    |
| 8     | Dorpenomloop Rucphen                     | Països Baixos | 1.2  | Floris Gerts           | BMC Development                |
| 12-15 | Istrian Spring Trophy                    | Croàcia       | 2.2  | Markus Eibegger        | Synergy Baku Project           |
| 14    | Tour de Drenthe                          | Països Baixos | 1.1  | Edward Theuns          | Topsport Vlaanderen-Baloise    |
| 15    | Kattekoers                               | Bèlgica       | 1.2  | Baptiste Planckaert    | Roubaix Lille Métropole        |
| 15    | Circuit del País de Waes                 | Bèlgica       | 1.2  | Geert van der Weijst   | 3M                             |
| 15    | París-Troyes                             | França        | 1.2  | David Menut            | Auber 93                       |
| 15    | Dwars door Drenthe                       | Països Baixos | 1.1  | Manuel Belletti        | Southeast                      |
| 17    | Copa Sotxi                               | Rússia        | 1.2  | Uladzimir Harakhavik   | RCOP-Belarus                   |
| 18    | Nokere Koerse                            | Bèlgica       | 1.1  | Kris Boeckmans         | Lotto-Soudal                   |
| 18    | Gran Premi de l'Alcalde de Sotxi         | Rússia        | 1.2  | Serguei Firsànov       | Rusvelo                        |
| 19-22 | Gran Premi de Sotxi                      | Rússia        | 2.2  | Alexander Foliforov    | Rusvelo                        |
| 19    | Gran Premi Nobili Rubinetterie           | Itàlia        | 1.1  | Giacomo Nizzolo        | Trek Factory Racing            |
| 20    | Handzame Classic                         | Bèlgica       | 1.1  | Gianni Meersman        | Etixx-Quick Step               |
| 21    | Clàssica Loira Atlàntic                  | França        | 1.1  | Alexis Gougeard        | AG2R La Mondiale               |
| 21    | Ronda Van Zeeland Seaports               | Països Baixos | 1.1  | Iljo Keisse            | Etixx-Quick Step               |
| 21-22 | Volta a la Costa Vicentina               | Portugal      | 2.2  | Ruben Guerreiro        | Axeon Cycling Team             |
| 22    | Gran Premi Cholet-País del Loira         | França        | 1.1  | Pierrick Fédrigo       | Bretagne-Séché Environnement   |
| 23-29 | Tour de Normandia                        | França        | 2.2  | Dimitri Claeys         | Verandas Willems               |
| 24-27 | Tour de Çanakkale                        | Turquia       | 2.2  | Ahmet Akdilek          | Torku Sekerspor                |
| 25-29 | Volta a l'Alentejo                       | Portugal      | 2.2  | Paweł Bernas           | ActiveJet Team                 |
| 25    | A través de Flandes                      | Bèlgica       | 1.HC | Jelle Wallays          | Topsport Vlaanderen-Baloise    |
| 26    | Clàssica Corsica                         | França        | 1.1  | Thomas Boudat          | Team Europcar                  |
| 25-29 | Setmana Internacional de Coppi i Bartali | Itàlia        | 2.1  | Louis Meintjes         | MTN-Qhubeka                    |
| 28-29 | Critèrium Internacional                  | França        | 2.HC | Jean-Christophe Péraud | Ag2r La Mondiale               |
| 31-2  | Tres dies de La Panne                    | Bèlgica       | 2.HC | Alexander Kristoff     | Team Katusha                   |

### Abril
| Data  | Cursa                                      | País                 | Cat.   | Vencedor             | Equip                        |
| ----- | ------------------------------------------ | -------------------- | ------ | -------------------- | ---------------------------- |
| 1     | Krasnodar-Anapa                            | Rússia               | 1.2    | Andrey Solomennikov  | Rusvelo                      |
| 2-5   | Tour de Kuban                              | Rússia               | 2.2    | Dmitri Samokhvalov   | Itera-Katusha                |
| 3     | Ruta Adélie de Vitré                       | França               | 1.1    | Romain Feillu        | Bretagne-Séché Environnement |
| 3-6   | Triptyque des Monts et Châteaux            | Bèlgica              | 2.2    | Lilian Calmejane     | Vendée U                     |
| 4     | Gran Premi Miguel Indurain                 | Espanya              | 1.1    | Ángel Vicioso        | Team Katusha                 |
| 4     | Volta Limburg Classic                      | Països Baixos        | 1.1    | Stefan Küng          | BMC Racing                   |
| 5     | Volta a La Rioja                           | Espanya              | 1.1    | Caleb Ewan           | Orica GreenEDGE              |
| 5     | París-Camembert                            | França               | 1.1    | Julien Loubet        | Marseille 13-KTM             |
| 5     | Trofeu Banca Popolare di Vicenza           | Itàlia               | 1.2U   | Felix Großschartner  | Felbermayr-Simplon Wels      |
| 5     | Gran Premi Adria Mobil                     | Eslovènia            | 1.2    | Marko Kump           | Adria Mobil                  |
| 6     | Giro del Belvedere                         | Itàlia               | 1.2U   | Andrea Vendrame      | Zalf Euromobil Désirée Fior  |
| 7-10  | Circuit de la Sarthe                       | França               | 2.1    | Ramunas Navardauskas | Cannondale-Garmin            |
| 8     | Grote Scheldeprijs                         | Bèlgica              | 1.HC   | Alexander Kristoff   | Team Katusha                 |
| 9-12  | Tour de Mersin                             | Turquia              | 2.2    | Oleksandr Polivoda   | Kolss-BDC                    |
| 10-12 | Circuit de les Ardenes                     | França               | 2.2    | Evaldas Šiškevičius  | Marseille 13 KTM             |
| 11    | Trofeu Edil C                              | Itàlia               | 1.2    | Francesco Reda       | Team Idea 2010 ASD           |
| 11    | Tour de Flandes sub-23                     | Bèlgica              | 1.Ncup | Alexander Edmondson  | Equip nacional d'Austràlia   |
| 12    | Klasika Primavera                          | Espanya              | 1.1    | José Herrada         | Team Movistar                |
| 15-19 | Tour de Loir i Cher                        | França               | 2.2    | Romain Cardis        | Vendée U                     |
| 15    | Maikop-Uliap-Maikop                        | Rússia               | 1.2    | Ivan Balykin         | RusVelo                      |
| 15    | Fletxa Brabançona                          | Bèlgica              | 1.HC   | Ben Hermans          | BMC Racing                   |
| 15    | La Côte Picarde                            | França               | 1.Ncup | Simone Consonni      | Equip nacional d'Itàlia      |
| 16    | Gran Premi de Denain                       | França               | 1.1    | Nacer Bouhanni       | Cofidis                      |
| 16-19 | Gran Premi d'Adiguèsia                     | Rússia               | 2.2    | Serguei Firsànov     | RusVelo                      |
| 17-19 | Volta a Castella i Lleó                    | Espanya              | 2.1    | Pierre Rolland       | Team Europcar                |
| 17-18 | ZLM Tour                                   | Països Baixos        | 2.Ncup | Søren Kragh Andersen | Equip nacional de Dinamarca  |
| 18    | Arno Wallaard Memorial                     | Països Baixos        | 1.2    | Jasper Bovenhuis     | SEG Racing                   |
| 18    | Banja Luka-Belgrad I                       | Bòsnia i Hercegovina | 1.2    | Marko Kump           | Adria Mobil                  |
| 18    | Lieja-Bastogne-Lieja sub-23                | Bèlgica              | 1.2U   | Guillaume Martin     | CC Etupes                    |
| 18    | Tour de Finisterre                         | França               | 1.1    | Tim De Troyer        | Wanty-Groupe Gobert          |
| 19    | Volta a Holanda del Nord                   | Països Baixos        | 1.2    | Johim Ariesen        | Metec-TKH                    |
| 19    | Banja Luka-Belgrad II                      | Sèrbia               | 1.2    | Andi Bajc            | Amplatz-BMC                  |
| 19    | Tro Bro Leon                               | França               | 1.1    | Alexandre Geniez     | FDJ                          |
| 21-26 | Tour de Croàcia                            | Croàcia              | 2.1    | Maciej Paterski      | CCC Sprandi Polkowice        |
| 21-24 | Giro del Trentino                          | Itàlia               | 2.HC   | Richie Porte         | Team Sky                     |
| 25    | Gran Premi della Liberazione               | Itàlia               | 1.2U   | Lucas Gaday          | Unieuro Wilier               |
| 25    | Zuid Oost Drenthe Classic I                | Països Baixos        | 1.2    | Jeff Vermeulen       | Jo Piels                     |
| 25-1  | Tour de Bretanya                           | França               | 2.2    | Sébastien Delfosse   | Wallonie-Bruxelles           |
| 26-3  | Volta a Turquia                            | Turquia              | 2.HC   | Kristijan Đurasek    | Lampre-Merida                |
| 26    | Giro dels Apenins                          | Itàlia               | 1.1    | Omar Fraile          | Caja Rural-Seguros RGA       |
| 26    | París-Mantes-en-Yvelines                   | França               | 1.2    | Nicolas Baldo        | Team Vorarlberg              |
| 26    | Roue tourangelle                           | França               | 1.1    | Lorrenzo Manzin      | FDJ                          |
| 26    | Rutland-Melton International CiCLE Classic | Regne Unit           | 1.2    | Steele Von Hoff      | NFTO                         |
| 28-3  | Carpathia Couriers Path                    | Polònia              | 2.2U   | Tim Ariesen          | Jo Piels                     |

### Maig
| Data  | Cursa                                     | País          | Cat.   | Vencedor                | Equip                       |
| ----- | ----------------------------------------- | ------------- | ------ | ----------------------- | --------------------------- |
| 1     | Gran Premi Viborg                         | Dinamarca     | 1.2    | Oscar Landa             | Team Coop-Oster Hus         |
| 1-3   | Tour de Yorkshire                         | Regne Unit    | 2.1    | Lars Petter Nordhaug    | Team Sky                    |
| 1     | Mayor Cup                                 | Rússia        | 1.2    | Sergiy Lagkuti          | Kolss-BDC                   |
| 1     | Memorial Andrzej Trochanowski             | Polònia       | 1.2    | Mateusz Nowak           | Domin Sport                 |
| 2     | Tour d'Overijssel                         | Països Baixos | 1.2    | Jeff Vermeulen          | Jo Piels                    |
| 2-3   | Volta a Astúries                          | Espanya       | 2.1    | Igor Antón              | Team Movistar               |
| 2     | Memorial Roman Siemiński                  | Polònia       | 1.2    | Alois Kaňkovský         | Whirlpool-Author            |
| 2     | Himmerland Rundt                          | Dinamarca     | 1.2    | Wim Stroetinga          | Parkhotel Valkenburg        |
| 2     | Memorial Oleg Diatxenko                   | Rússia        | 1.2    | Mykhailo Kononenko      | Kolss-BDC                   |
| 3     | Skive-Lobet                               | Dinamarca     | 1.2    | Alexander Kamp          | ColoQuick                   |
| 3     | Gran Premi de Moscou                      | Rússia        | 1.2    | Siarhei Papok           | Minsk Cycling Club          |
| 3     | Circuit del Porto-Trofeu Arvedi           | Itàlia        | 1.2    | Riccardo Minali         | Team Colpack                |
| 3     | Gran Premi del Somme                      | França        | 1.1    | Quentin Jauregui        | AG2R La Mondiale            |
| 5-9   | Cinc anells de Moscou                     | Rússia        | 2.2    | Oleksandr Polivoda      | Kolss-BDC                   |
| 6-10  | Tour de l'Azerbaidjan                     | Azerbaidjan   | 2.1    | Primož Roglič           | Adria Mobil                 |
| 6-10  | Quatre dies de Dunkerque                  | França        | 2.HC   | Ignatas Konovalovas     | Marseille 13 KTM            |
| 7-10  | Szlakiem Grodów Piastowskich              | Polònia       | 2.2    | Paweł Bernas            | ActiveJet Team              |
| 9-10  | Volta a la comunitat de Madrid            | Espanya       | 2.1    | Evgeny Shalunov         | Lokosphinx                  |
| 9     | Hadeland GP                               | Noruega       | 1.2    | Søren Kragh Andersen    | Trefor-Blue Water           |
| 9     | Scandinavian Race Uppsala                 | Suècia        | 1.2    | Nicolai Brøchner        | Riwal Platform              |
| 9     | Tour de Berna                             | Suïssa        | 1.2    | Tom Bohli               | BMC Development             |
| 10    | Trofeu Ciutat de San Vendemiano           | Itàlia        | 1.2U   | Gianni Moscon           | Zalf Euromobil Désirée Fior |
| 10    | Gran Premi Ringerike                      | Noruega       | 1.2    | Asbjørn Kragh Andersen  | Trefor-Blue Water           |
| 10    | Gran Premi de la vila de Nogent-sur-Oise  | França        | 1.2    | Robin Stenuit           | Veranclassic-Ekoï           |
| 10    | Fletxa ardenesa                           | Bèlgica       | 1.2    | Loïc Vliegen            | BMC Development             |
| 12-17 | Olympia's Tour                            | Països Baixos | 2.2    | Jetse Bol               | Join's-De Rijke             |
| 13-17 | Fletxa del Sud                            | Luxemburg     | 2.2    | Víctor de la Parte      | Team Vorarlberg             |
| 13-17 | Volta a Baviera                           | Alemanya      | 2.HC   | Alex Dowsett            | Team Movistar               |
| 14-17 | Tour de Berlín                            | Alemanya      | 2.2U   | Steven Lammertink       | SEG Racing                  |
| 14-17 | Roine-Alps Isera Tour                     | França        | 2.2    | Sam Oomen               | Rabobank Development Team   |
| 15-17 | Tour de Picardia                          | França        | 2.1    | Kris Boeckmans          | Lotto-Soudal                |
| 16-19 | Tour del Mar Negre                        | Turquia       | 2.2    | Tomasz Marczyński       | Torku Şekerspor             |
| 16    | Visegrad 4 Bicycle Race-GP Czech Republic | Txèquia       | 1.2    | Paweł Bernas            | ActiveJet Team              |
| 16    | Gran Premi Criquielion                    | Bèlgica       | 1.2    | Jelle Wallays           | Topsport Vlaanderen-Baloise |
| 17    | Visegrad 4 Bicycle Race-GP Polski         | Polònia       | 1.2    | Bartosz Warchoł         | Cycling Academy Team        |
| 17-24 | An Post Rás                               | Irlanda       | 2.2    | Lukas Pöstlberger       | Tirol Cycling Team          |
| 17    | Gran Premi de la Indústria del marbre     | Itàlia        | 1.2    | Gian Marco Di Francesco | MG.Kvis-Vega                |
| 20-24 | Bałtyk-Karkonosze Tour                    | Polònia       | 2.2    | Leszek Plucinski        | CCC Sprandi Polkowice       |
| 20-24 | Volta a Noruega                           | Noruega       | 2.HC   | Jesper Hansen           | Team Tinkoff-Saxo           |
| 21-24 | Ronda de l'Isard d'Arieja                 | França        | 2.2U   | Simone Petilli          | Unieuro Wilier Trevigiani   |
| 22-24 | París-Arras Tour                          | França        | 2.2    | Joeri Calleeuw          | Verandas Willems            |
| 23    | Visegrad 4 Bicycle Race-GP Hungary        | Hongria       | 1.2    | Alois Kaňkovský         | Whirpool Author             |
| 23-24 | World Ports Classic                       | Països Baixos | 2.1    | Kris Boeckmans          | Lotto-Soudal                |
| 24    | Visegrad 4 Bicycle Race-GP Slovakia       | Eslovàquia    | 1.2    | Alois Kaňkovský         | Whirpool Author             |
| 27-31 | Tour dels Fiords                          | Noruega       | 2.1    | Marco Haller            | Team Katusha                |
| 27-31 | Volta a Bèlgica                           | Bèlgica       | 2.HC   | Greg Van Avermaet       | BMC Racing Team             |
| 29-30 | Volta a Estònia                           | Estònia       | 2.1    | Martin Laas             | Pro Immo Nicolas Roux       |
| 29-31 | Tour de Gironda                           | França        | 2.2    | Stéphane Poulhies       | Occitane CF                 |
| 29-31 | Cursa de la Pau sub-23                    | Txèquia       | 2.Ncup | Gregor Mühlberger       | Selecció d'Àustria          |
| 29    | Horizon Park Race for Peace               | Ucraïna       | 1.2    | Sergiy Lagkuti          | Kolss-BDC                   |
| 30    | Horizon Park Race Maidan                  | Ucraïna       | 1.2    | Oleksandr Polivoda      | Kolss-BDC                   |
| 30    | Gran Premi de Plumelec-Morbihan           | França        | 1.1    | Alexis Vuillermoz       | AG2R La Mondiale            |
| 31    | Horizon Park Classic                      | Ucraïna       | 1.2    | Mykhailo Kononenko      | Kolss-BDC                   |
| 31    | Boucles de l'Aulne                        | França        | 1.1    | Alo Jakin               | Auber 93                    |
| 31    | Velothon Berlín                           | Alemanya      | 1.1    | Ramon Sinkeldam         | Team Giant-Alpecin          |
| 31    | París-Roubaix sub-23                      | França        | 1.2U   | Lukas Spengler          | BMC Development             |

### Juny
| Data  | Cursa                                        | País                 | Cat. | Vencedor               | Equip                       |
| ----- | -------------------------------------------- | -------------------- | ---- | ---------------------- | --------------------------- |
| 2     | Trofeu Alcide Degasperi                      | Itàlia               | 1.2  | Alberto Cecchin        | Roth-Škoda                  |
| 3-7   | Volta a Luxemburg                            | Luxemburg            | 2.HC | Linus Gerdemann        | Cult Energy                 |
| 4-7   | Boucles de la Mayenne                        | França               | 2.1  | Anthony Turgis         | Cofidis                     |
| 6     | Gran Premi de Vínnitsia                      | Ucraïna              | 1.2  | Vitali Buts            | Kolss-BDC                   |
| 7     | Gran Premi ISD                               | Ucraïna              | 1.2  | Andriy Khripta         | Kolss-BDC                   |
| 7     | Copa de la Pau                               | Itàlia               | 1.2  | Simone Velasco         | Zalf Euromobil Désirée Fior |
| 7     | Memorial Philippe Van Coningsloo             | Bèlgica              | 1.2  | Robin Stenuit          | Veranclassic-Ekoï           |
| 10-13 | Tour d'Ankara                                | Turquia              | 2.2  | Nazim Bakırcı          | Torku Şekerspor             |
| 10-14 | Volta a Eslovàquia                           | Eslovàquia           | 2.2  | Davide Vigano          | Idea 2010 ASD               |
| 11-14 | Ronda de l'Oise                              | França               | 2.2  | Joshua Edmondson       | An Post-ChainReaction       |
| 11    | Gran Premi del cantó d'Argòvia               | Suïssa               | 1.HC | Alexander Kristoff     | Team Katusha                |
| 12-14 | Małopolski Wyścig Górski                     | Polònia              | 2.2  | Marko Kump             | Adria Mobil                 |
| 13    | Gran Premi Horsens                           | Dinamarca            | 1.2  | Alexander Kamp Egested | ColoQuick                   |
| 14    | Velothon Wales                               | Regne Unit           | 1.1  | Martin Mortensen       | Cult Energy                 |
| 14    | Volta a Colònia                              | Alemanya             | 1.1  | Tom Boonen             | Etixx-Quick Step            |
| 14    | Gran Premi Raiffeisen                        | Àustria              | 1.2  | Gregor Mühlberger      | Felbermayr-Simplon Wels     |
| 14    | Fyn Rundt                                    | Dinamarca            | 1.2  | Andreas Vangstad       | Sparebanken Sør             |
| 14    | Tour de Limburg                              | Bèlgica              | 1.1  | Björn Leukemans        | Wanty-Groupe Gobert         |
| 14    | Gran Premi de Sarajevo                       | Bòsnia i Hercegovina | 1.2  | Gašper Katrašnik       | Sava                        |
| 16-21 | Volta a Sèrbia                               | Sèrbia               | 2.2  | Ivan Savitskiy         | RusVelo                     |
| 17-21 | Ster ZLM Toer                                | Països Baixos        | 2.1  | André Greipel          | Lotto-Soudal                |
| 18-21 | Volta a Eslovènia                            | Eslovènia            | 2.1  | Primož Roglič          | Adria Mobil                 |
| 18-21 | Ruta del Sud                                 | França               | 2.1  | Alberto Contador       | Tinkoff-Saxo                |
| 18-21 | Tour del País de Savoia                      | França               | 2.2  | David Belda            | Burgos-BH                   |
| 19-21 | Volta de l'Alta Àustria                      | Àustria              | 2.2  | Gregor Mühlberger      | Felbermayr-Simplon Wels     |
| 20    | Korona Kocich Gór                            | Polònia              | 1.2  | František Sisr         | Dukla Praha                 |
| 21    | Memorial Józef Grundmann i Jerzy Wizowski    | Polònia              | 2.2  | Adam Stachowiak        | Kolss-BDC                   |
| 21    | Beaumont Trophy                              | Regne Unit           | 1.2  | Christopher Latham     | Selecció del Regne Unit     |
| 21    | Circuit de Valònia                           | Bèlgica              | 1.2  | Stef Van Zummeren      | Verandas Willems            |
| 24    | Internationale Wielertrofee Jong Maar Moedig | Bèlgica              | 1.2  | Dimitri Claeys         | Verandas Willems            |
| 24    | Halle-Ingooigem                              | Bèlgica              | 1.1  | Nacer Bouhanni         | Cofidis                     |

### Juliol
| Data  | Cursa                                       | País     | Cat.   | Vencedor             | Equip                       |
| ----- | ------------------------------------------- | -------- | ------ | -------------------- | --------------------------- |
| 1-4   | Cursa de Solidarność i els Atletes Olímpics | Polònia  | 2.2    | Johim Ariesen        | Metec-TKH                   |
| 1-5   | Sibiu Cycling Tour                          | Romania  | 2.1    | Mauro Finetto        | Southeast                   |
| 4     | Circuit Het Nieuwsblad sub-23               | Bèlgica  | 1.2    | Floris Gerts         | BMC Development             |
| 4     | Gran Premi de Minsk                         | Belarús  | 1.2    | Siarhei Papok        | Minsk Cycling Club          |
| 4-12  | Volta a Àustria                             | Àustria  | 2.HC   | Víctor de la Parte   | Team Vorarlberg             |
| 5     | Minsk Cup                                   | Belarús  | 1.2    | Oleksandr Golovash   | Kolss-BDC                   |
| 5     | París-Chauny                                | França   | 1.2    | Maxime Vantomme      | Roubaix-Lille Métropole     |
| 9-12  | Trofeu Joaquim Agostinho                    | Portugal | 2.2    | João Benta           | Louletano-Ray Just Energy   |
| 12    | Giro del Medio Brenta                       | Itàlia   | 1.2    | Michele Gazzara      | MG.Kvis Vega                |
| 14-19 | Giro de la Vall d'Aosta                     | Itàlia   | 2.2U   | Robert Power         | Equip nacional d'Austràlia  |
| 16-19 | Volta a Portugal del Futur                  | Portugal | 2.2U   | Julen Amezqueta      | Cafés Baqué                 |
| 19    | Dwars door de Vlaamse Ardennen              | Bèlgica  | 1.2    | Stijn Steels         | Topsport Vlaanderen-Baloise |
| 19    | Trofeu Matteotti                            | Itàlia   | 1.1    | Evgeny Shalunov      | Lokosphinx                  |
| 22    | Gran Premi Pino Cerami                      | Bèlgica  | 1.1    | Philippe Gilbert     | BMC Racing                  |
| 24-26 | Podlasie Tour                               | Polònia  | 2.2    | Andriy Vasylyuk      | Kolss-BDC                   |
| 25    | Clàssica d'Ordizia                          | Espanya  | 1.1    | Ángel Madrazo        | Caja Rural-Seguros RGA      |
| 25-29 | Tour de Valònia                             | Bèlgica  | 2.HC   | Niki Terpstra        | Etixx-Quick Step            |
| 26    | Trofeu Almar                                | Itàlia   | 1.Ncup | Gianni Moscon        | Equip nacional d'Itàlia     |
| 26    | Gran Premi de la vila de Pérenchies         | França   | 1.2    | Dimitri Claeys       | Verandas Willems            |
| 28-1  | Dookoła Mazowsza                            | Polònia  | 2.2    | Grzegorz Stępniak    | CCC Sprandi Polkowice       |
| 29-2  | Tour d'Alsàcia                              | França   | 2.2    | Vegard Stake Laengen | Joker                       |
| 29-9  | Volta a Portugal                            | Portugal | 2.1    | Gustavo César Veloso | W52-Quinta da Lixa          |
| 31    | Circuit de Getxo                            | Espanya  | 1.1    | Nacer Bouhanni       | Cofidis                     |
| 31-9  | Tour de Guadalupe                           | França   | 2.2    | Boris Carène         | ASBM                        |

### Agost
| Data  | Cursa                                      | País          | Cat.   | Vencedor                | Equip                             |
| ----- | ------------------------------------------ | ------------- | ------ | ----------------------- | --------------------------------- |
| 1-3   | Kreiz Breizh Elites                        | França        | 2.2    | August Jensen           | Coop-Øster Hus                    |
| 1     | Odessa Grand Prix-1                        | Ucraïna       | 1.2    | Oleksandr Polivoda      | Kolss-BDC                         |
| 2     | Odessa Grand Prix-2                        | Ucraïna       | 1.2    | Vitali Buts             | Kolss-BDC                         |
| 2     | RideLondon & Surrey Classic                | Regne Unit    | 1.HC   | Jean-Pierre Drucker     | BMC Racing                        |
| 2     | Polynormande                               | França        | 1.1    | Oliver Naesen           | Topsport Vlaanderen-Baloise       |
| 2     | Trofeu internacional Bastianelli           | Itàlia        | 1.2    | Michele Gazzara         | MG Kvis Vega                      |
| 4-8   | Volta a Dinamarca                          | Dinamarca     | 2.HC   | Christopher Juul Jensen | Tinkoff-Saxo                      |
| 4-8   | Volta a Burgos                             | Espanya       | 2.HC   | Rein Taaramäe           | Team Astana                       |
| 4-9   | Volta a Hongria                            | Hongria       | 2.2    | Tom Thill               | Differdange-Losch                 |
| 5-8   | Tour de Szeklerland                        | Romania       | 2.2    | Clemens Fankhauser      | Hrinkow Advarics Cycleang         |
| 7     | Campionat d'Europa - contrarellotge sub-23 | Estònia       | C.C    | Steven Lammertink       | Equip nacional dels Països Baixos |
| 8     | Memorial Henryk Łasak                      | Polònia       | 1.2    | Alois Kaňkovský         | Whirlpool-Author                  |
| 9     | Campionat d'Europa - cursa en ruta sub-23  | Estònia       | C.C    | Erik Baška              | Equip nacional d'Eslovènia        |
| 9     | Gran Premi de Poggiana                     | Itàlia        | 1.2U   | Stefano Nardelli        | Unieuro Wilier                    |
| 9     | Fletxa del port d'Anvers                   | Bèlgica       | 1.2    | Aidis Kruopis           | An Post-ChainReaction             |
| 9     | Copa dels Carpats                          | Polònia       | 1.2    | Adrian Honkisz          | CCC Sprandi Polkowice             |
| 11-15 | Tour de l'Ain                              | França        | 2.1    | Alexandre Geniez        | FDJ                               |
| 13-16 | Arctic Race of Norway                      | Noruega       | 2.HC   | Rein Taaramäe           | Team Astana                       |
| 13-16 | Czech Cycling Tour                         | Txèquia       | 2.1    | Petr Vakoč              | Etixx-Quick Step                  |
| 16    | Gran Premi Capodarco                       | Itàlia        | 1.2    | Riccardo Donato         | Selle Italia-Cieffe-Ursus         |
| 18-21 | Tour del Llemosí                           | França        | 2.1    | Sonny Colbrelli         | Bardiani CSF                      |
| 18    | Gran Premi de la vila de Zottegem          | Bèlgica       | 1.1    | Kenny Dehaes            | Lotto-Soudal                      |
| 18-20 | Baltic Chain Tour                          | Estònia       | 2.2    | Andriy Kulyk            | Kolss-BDC                         |
| 21    | Arnhem Veenendaal Classic                  | Països Baixos | 1.1    | Dylan Groenewegen       | Roompot Oranje Peloton            |
| 22    | Puchar Ministra Obrony Narodowej           | Polònia       | 1.2    | Erik Baška              | AWT-Greenway                      |
| 22-29 | Tour de l'Avenir                           | França        | 2.Ncup | Marc Soler              | Equip nacional d'Espanya          |
| 23    | Gran Premi Jef Scherens                    | Bèlgica       | 1.1    | Björn Leukemans         | Wanty-Groupe Gobert               |
| 25    | Gran Premi dels Marbrers                   | França        | 1.2    | Tim Ariesen             | Jo Piels                          |
| 25-28 | Tour de Poitou-Charentes                   | França        | 2.1    | Tony Martin             | Etixx-Quick Step                  |
| 26    | Druivenkoers Overijse                      | Bèlgica       | 1.1    | Jérôme Baugnies         | Wanty-Groupe Gobert               |
| 29-30 | Ronda van Midden-Nederland                 | Països Baixos | 2.2    | Olivier Pardini         | Verandas Willems                  |
| 30    | Copa Sels                                  | Bèlgica       | 1.1    | Robin Stenuit           | Wanty-Groupe Gobert               |
| 30    | Croàcia-Eslovènia                          | Eslovènia     | 1.2    | Marko Kump              | Adria Mobil                       |
| 30-3  | Volta a Bulgària                           | Bulgària      | 2.2    | Stefan Hristov          | Kocaeli Brisaspor                 |

### Setembre
| Data  | Cursa                                           | País          | Cat. | Vencedor                           | Equip                        |
| ----- | ----------------------------------------------- | ------------- | ---- | ---------------------------------- | ---------------------------- |
| 5     | Brussels Cycling Classic                        | Bèlgica       | 1.HC | Dylan Groenewegen                  | Roompot Oranje Peloton       |
| 5-6   | Black Sea Cycling Tour                          | Bulgària      | 2.2  | Vitali Buts                        | Kolss-BDC                    |
| 6     | Gran Premi de Fourmies                          | França        | 1.HC | Fabio Felline                      | Trek Factory Racing          |
| 6-13  | Volta a la Gran Bretanya                        | Regne Unit    | 2.HC | Edvald Boasson Hagen               | MTN-Qhubeka                  |
| 6     | Kernen Omloop Echt-Susteren                     | Països Baixos | 1.2  | Maximilian Walscheid               | Giant-Alpecin                |
| 10-12 | Giro del Friül-Venècia Júlia                    | Itàlia        | 2.2  | Gaëtan Bille                       | Verandas Willems             |
| 11-13 | East Bohemia Tour                               | Txèquia       | 2.2  | Jan Tratnik                        | Amplatz-BMC                  |
| 12    | De Kustpijl                                     | Bèlgica       | 1.2  | Marco Zanotti                      | Parkhotel Valkenburg         |
| 13    | Chrono champenois                               | França        | 1.2  | Filippo Ganna                      | Lampre-Merida                |
| 13    | Tour del Doubs                                  | França        | 1.1  | Eduardo Sepúlveda                  | Bretagne-Séché Environnement |
| 13    | Velothon Stockholm                              | Suècia        | 1.1  | Marko Kump                         | Adria Mobil                  |
| 16    | Copa Agostoni                                   | Itàlia        | 1.1  | Davide Rebellin                    | CCC Sprandi Polkowice        |
| 16    | Gran Premi de Valònia                           | Bèlgica       | 1.1  | Jens Debusschere                   | Lotto-Soudal                 |
| 17    | Copa Bernocchi                                  | Itàlia        | 1.1  | Vincenzo Nibali                    | Team Astana                  |
| 18    | Campionat de Flandes                            | Bèlgica       | 1.1  | Michał Gołaś                       | Etixx-Quick Step             |
| 19    | Gran Premi Impanis-Van Petegem                  | Bèlgica       | 1.HC | Sean De Bie                        | Lotto-Soudal                 |
| 19    | Memorial Marco Pantani                          | Itàlia        | 1.1  | Diego Ulissi                       | Lampre-Merida                |
| 20    | Gran Premi d'Isbergues                          | França        | 1.1  | Nacer Bouhanni                     | Cofidis                      |
| 20    | Gran Premi de la Indústria i el Comerç de Prato | Itàlia        | 1.1  | Daniele Bennati                    | Tinkoff-Saxo                 |
| 20    | Rund um Sebnitz                                 | Alemanya      | 1.1  | Maximilian Kuen                    | Amplatz-BMC                  |
| 23    | Circuit de Houtland                             | Bèlgica       | 1.1  | Jens Debusschere                   | Lotto-Soudal                 |
| 26-27 | Tour del Gavaudan Llenguadoc-Rosselló           | França        | 2.1  | Thibaut Pinot                      | FDJ                          |
| 27    | Gooikse Pijl                                    | Bèlgica       | 1.2  | Oliver Naesen                      | Topsport Vlaanderen-Baloise  |
| 27    | Duo normand                                     | França        | 1.1  | Victor Campenaerts · Jelle Wallays | Topsport Vlaanderen-Baloise  |
| 29    | Ruta d'Or                                       | Itàlia        | 1.2U | Simone Velasco                     | Zalf Euromobil Désirée Fior  |
| 30    | Tres Valls Varesines                            | Itàlia        | 1.HC | Vincenzo Nibali                    | Team Astana                  |
| 30-4  | Eurométropole Tour                              | Bèlgica       | 2.1  | Alexis Gougeard                    | AG2R La Mondiale             |

### Octubre
| Data  | Cursa                                    | País     | Cat. | Vencedor           | Equip                  |
| ----- | ---------------------------------------- | -------- | ---- | ------------------ | ---------------------- |
| 1     | Milà-Torí                                | Itàlia   | 1.HC | Diego Rosa         | Team Astana            |
| 2     | Giro del Piemont                         | Itàlia   | 1.HC | Jan Bakelants      | AG2R La Mondiale       |
| 3     | Piccolo Giro de Llombardia               | Itàlia   | 1.2U | Fausto Masnada     | Team Colpack           |
| 3     | Sparkassen Münsterland Giro              | Alemanya | 1.HC | Tom Boonen         | Etixx-Quick Step       |
| 4     | Tour de Vendée                           | França   | 1.1  | Christophe Laporte | Cofidis                |
| 6     | Binche-Chimay-Binche                     | Bèlgica  | 1.1  | Ramon Sinkeldam    | Giant-Alpecin          |
| 7-10  | Tour de Mevlana                          | Turquia  | 2.2  | Ahmet Örken        | Torku Şekerspor        |
| 8     | París-Bourges                            | França   | 1.1  | Sam Bennett        | Bora-Argon 18          |
| 8     | Copa Sabatini                            | Itàlia   | 1.1  | Eduard Prades      | Caja Rural-Seguros RGA |
| 10    | Giro de l'Emília                         | Itàlia   | 1.HC | Jan Bakelants      | AG2R La Mondiale       |
| 11    | Gran Premi Bruno Beghelli                | Itàlia   | 1.HC | Sonny Colbrelli    | Bardiani-CSF           |
| 11    | París-Tours                              | França   | 1.HC | Matteo Trentin     | Etixx-Quick Step       |
| 11    | París-Tours sub-23                       | França   | 1.2U | Sam Oomen          | Rabobank Development   |
| 13    | Premi Nacional de Clausura               | Bèlgica  | 1.1  | Nacer Bouhanni     | Cofidis                |
| 18    | Crono de les Nacions-Les Herbiers-Vendée | França   | 1.1  | Vassil Kirienka    | Team Sky               |
| 22-25 | Tour of Aegean                           | Turquia  | 2.2  | Ahmet Örken        | Torku Şekerspor        |

### Proves anul·lades
| Data           | Prova                                                | País          | Cat. | Motiu                   |
| -------------- | ---------------------------------------------------- | ------------- | ---- | ----------------------- |
| 12-15 febrer   | Tour del Mediterrani                                 | França        | 2.1  |                         |
| 5 març         | Gran Premi de la vila de Camaiore                    | Itàlia        | 1.1  | Financer                |
| 8 març         | Roma Maxima                                          | Itàlia        | 1.1  | Problema d'organització |
| 8 març         | Gran Premi de Lillers-Souvenir Bruno Comini          | França        | 1.2  | Financer                |
| 7 abril        | Gran Premi Palio del Recioto                         | Itàlia        | 1.2U | Descens de categoria    |
| 11 abril       | Gran Premi de Donetsk 1                              | Ucraïna       | 1.2  | Guerra al Donbass       |
| 12 abril       | Gran Premi de Donetsk 2                              | Ucraïna       | 1.2  | Guerra al Donbass       |
| 17-19 abril    | Tour de Lidice                                       | Txèquia       | 2.2  |                         |
| 19 abril       | Trofeu Melinda                                       | Itàlia        | 1.1  |                         |
| 25 abril       | Tour Bohemia                                         | Txèquia       | 1.2  |                         |
| 1 maig         | Gran Premi de Frankfurt                              | Alemanya      | 1.HC | Perill d'atemptat       |
| 1 maig         | Gran Premi de Frankfurt sub-23                       | Alemanya      | 1.2U | Perill d'atemptat       |
| 24 maig        | Omloop der Kempen                                    | Països Baixos | 1.2  | Descens de categoria    |
| 31 maig        | Gran Premi Südkärnten                                | Àustria       | 1.2  | Descens de categoria    |
| 10 juny        | Izhevsk Cup                                          | Rússia        | 1.2  |                         |
| 11-14 juny     | Gran Premi Udmúrtskaia Pravda                        | Rússia        | 2.2  |                         |
| 12-21 juny     | Girobio                                              | Itàlia        | 2.2  |                         |
| 12 juliol      | La Ronda Pévèloise                                   | França        | 1.2  | Desapareix              |
| 24 juliol      | Central European Tour: Košice-Miskolc                | Hongria       | 1.2  |                         |
| 25 juliol      | Central European Tour: Szerencs-Ibrány               | Hongria       | 1.2  |                         |
| 25 juliol      | Gran Premi de la Indústria i l'Artesanat de Larciano | Itàlia        | 1.1  |                         |
| 26 juliol      | Giro de Toscana                                      | Itàlia        | 1.1  |                         |
| 26 juliol      | Central European Tour: Erdokertes-Budapest           | Hongria       | 1.2  |                         |
| 2 agost        | Gran Premi Kranj                                     | Eslovènia     | 1.2  |                         |
| 23 agost       | Châteauroux Classic de l'Indre                       | França        | 1.1  |                         |
| 2-6 setembre   | Okolo Jiznich Cech                                   | Txèquia       | 2.2  | Descens de categoria    |
| 3-6 setembre   | Tour de Gap                                          | Turquia       | 2.2  |                         |
| 12 setembre    | Tour del Jura                                        | Suïssa        | 1.2  | Financera               |
| 20 setembre    | Baronie Breda Classic                                | Països Baixos | 1.2  |                         |
| 7 octubre      | Maykop Cup                                           | Rússia        | 1.2  |                         |
| 8-11 octubre   | Volta al Caucas                                      | Rússia        | 2.2  |                         |
| 11 octubre     | Giro de la Romanya                                   | Itàlia        | 1.2  |                         |
| 20-23 novembre | Tour d'Alanya                                        | Turquia       | 2.2  |                         |

## Classificacions
- Font: Classificacions finals a la web de l'UCI Arxivat 2017-05-22 a Wayback Machine.

| #  | Ciclista                     | Equip                        | Punts  |
| 1  | Nacer Bouhanni (FRA)         | Cofidis                      | 721    |
| 2  | Edward Theuns (BEL)          | Topsport Vlaanderen-Baloise  | 649    |
| 3  | Dimitri Claeys (BEL)         | Verandas Willems             | 524,25 |
| 4  | Edvald Boasson Hagen (NOR)   | MTN Qhubeka                  | 480    |
| 5  | Marko Kump (SLO)             | Adria Mobil                  | 476    |
| 6  | Vitali Buts (UKR)            | Kolss-BDC                    | 405    |
| 7  | Gaëtan Bille (BEL)           | Verandas Willems             | 373,25 |
| 8  | Bryan Coquard (FRA)          | Team Europcar                | 373    |
| 9  | Davide Rebellin (ITA)        | CCC Sprandi Polkowice        | 368    |
| 10 | Primož Roglič (SLO)          | Adria Mobil                  | 337    |
| 11 | Sonny Colbrelli (ITA)        | Bardiani CSF                 | 333    |
| 12 | Baptiste Planckaert (BEL)    | Roubaix-Lille Métropole      | 325,5  |
| 13 | Manuel Belletti (ITA)        | Southeast                    | 322    |
| 14 | Roy Jans (BEL)               | Wanty-Groupe Gobert          | 317    |
| 15 | Oleksandr Polivoda (UKR)     | Kolss-BDC                    | 303    |
| 16 | Marco Marcato (ITA)          | Wanty-Groupe Gobert          | 303    |
| 17 | Oliver Naesen (BEL)          | Topsport Vlaanderen-Baloise  | 299    |
| 18 | Pierrick Fédrigo (FRA)       | Bretagne-Séché Environnement | 287    |
| 19 | Andrea Pasqualon (ITA)       | Roth-Skoda                   | 287    |
| 20 | Søren Kragh Andersen (DEN) * | Trefor-Blue Water            | 285,6  |

| #  | Equip                        | País          | Punts    |
| 1  | Topsport Vlaanderen-Baloise  | Bèlgica       | 1 693    |
| 2  | Cofidis                      | França        | 1 600,2  |
| 3  | Bretagne-Séché Environnement | França        | 1 476    |
| 4  | Kolss-BDC                    | Ucraïna       | 1 383,75 |
| 5  | Verandas Willems             | Bèlgica       | 1 345,25 |
| 6  | RusVelo                      | Rússia        | 1 300,92 |
| 7  | Wanty-Groupe Gobert          | Bèlgica       | 1 276    |
| 8  | CCC Sprandi Polkowice        | Polònia       | 1 181    |
| 9  | Southeast                    | Itàlia        | 1 167,5  |
| 10 | Caja Rural-Seguros RGA       | Espanya       | 1 159,1  |
| 11 | MTN Qhubeka                  | Sud-àfrica    | 1 096    |
| 12 | Team Europcar                | França        | 948      |
| 13 | Adria Mobil                  | Eslovènia     | 940      |
| 14 | Roompot Oranje Peloton       | Països Baixos | 934      |
| 15 | Cult Energy                  | Dinamarca     | 914      |
| 16 | Bora-Argon 18                | Països Baixos | 866      |
| 17 | Marseille 13-KTM             | França        | 852      |
| 18 | Roubaix-Lille Métropole      | França        | 832      |
| 19 | Torku Sekerspor              | Turquia       | 740      |
| 20 | Team Joker                   | Noruega       | 639      |

| #  | País          | Punts    |
| 1  | Itàlia        | 3 396,3  |
| 2  | Bèlgica       | 3 364    |
| 3  | França        | 2 665,4  |
| 4  | Espanya       | 2 257,6  |
| 5  | Ucraïna       | 1 945,5  |
| 6  | Països Baixos | 1 896,25 |
| 7  | Eslovènia     | 1 882,8  |
| 8  | Rússia        | 1 788,17 |
| 9  | Dinamarca     | 1 457,68 |
| 10 | Noruega       | 1 451    |

| #  | País          | Punts  |
| 1  | Itàlia        | 1 641  |
| 2  | Països Baixos | 1 086  |
| 3  | Dinamarca     | 948,68 |
| 4  | França        | 751,07 |
| 5  | Bèlgica       | 593,5  |
| 6  | Alemanya      | 556,75 |
| 7  | Turquia       | 543    |
| 8  | Àustria       | 494,35 |
| 9  | Regne Unit    | 467,2  |
| 10 | Noruega       | 548    |